# Tamzin Outhwaite
Tamzin Maria Outhwaite (Ilford, Londen, 5 november 1970) is een Brits actrice.
Tamzin Outhwaite werd bekend bij het publiek als Melanie Healy in de Britse soap EastEnders. Ze speelde die rol van oktober 1998 tot maart 2002. In de vier jaar dat ze er speelde was ze een van de centrale personages.
Na haar vertrek speelde ze nog in verschillende series mee. Van 2006 tot 2007 speelde ze in Hotel Babylon de rol van Rebecca Mitchell.
In The Fixer speelde ze de rol van Rose Chamberlain. Van 2012 tot 2015 speelde ze drie seizoenen in de detectiveserie New Tricks als Detective Chief Inspector Sasha Miller.
Ze was getrouwd met acteur Tom Ellis.